# Project64
Project64是任天堂64模拟器，使用C语言编写，能运行在Windows上。该软件使用插件系统，每个组件有好几个插件，由第三方团队编写插件。Project64可以在电脑上运行任天堂64的游戏，具体方式通过读取ROM镜像。目前为止，Project64被认为是最佳模拟器之一。

## 功能
Project64是一个兼容性非常高的模拟器，运行时不需要BIOS（基本输入输出系统）。它不光有模拟器该有的基本功能，还可以支持多人模式，以及在更改宽高比时，无需任何裁剪。

## 开发历史
从1998年3月起，Project64最初由Zilmar开发。在1999年9月，Zilmar开始认识Jabo的同时，发现他也在开发N64模拟器。1999年12月，Zilmar邀请Jabo一起开发Project64，当时的Jabo没想到会成为RDP（Reality 图形处理器）的开发者，虽然他当时对汇编语言和中央处理器（CPU）更有兴趣，但也在图形方面花了不少时间和精力。
开发团队之前已经公开1.4版的部分源代码。Project64k是1.4的修改版，它通过Kaillera网络客户端来提供多人"netplay" 功能，玩家可以在各个服务器上提供多人游戏模式以及1.4版其他功能。2011年7月，Jabo 放弃开发Project64的同时，发布改进的1.6版，当时还宣称将来不会再公开源代码。然而在2013年4月，Zilmar不仅发布2.0版，还在官网上公开原始码，从而Project64成为开源软件。官网还提到此版本的大部分代码进行重新编写。一个月后，他发布2.1版。2015年4月，他发布2.2版，并在GitHub上上传源代码。